# Wereldkampioenschappen judo 1989
De wereldkampioenschappen judo 1989 waren de 15e editie van de wereldkampioenschappen judo en werden gehouden in het toenmalige Joegoslavië, in de stad Belgrado, van 10 tot 15 oktober 1989. 

## Resultaten

### Mannen
| Gewichtsklasse | Goud                | Zilver               | Brons                                 |
| -------------- | ------------------- | -------------------- | ------------------------------------- |
| – 60 kg        | Amiran Totikachvili | Tadanori Koshino     | Dashgombyn Battulga Yoon Hyun         |
| – 65 kg        | Dragomir Becanovic  | Udo Quellmalz        | Bruno Carabetta Sergei Kosmynin       |
| – 71 kg        | Toshihiko Koga      | Mike Swain           | Li Chang-Su Gueorggui Tenadze         |
| – 78 kg        | Kim Byung-Joo       | Tatsuto Mochida      | Waldemar Legień Bachir Varayev]       |
| – 86 kg        | Fabien Canu         | Ben Spijkers         | Stefan Freudenberg Axel Lobenstein    |
| – 95 kg        | Koba Kurtanidze     | Odvogin Baljinnyam   | Marc Meiling Robert Van de Walle      |
| + 95 kg        | Naoya Ogawa         | Garcia Franck Moreno | Rafał Kubacki Gregori Veritchev       |
| Open           | Naoya Ogawa         | Akaki Kibodzalidze   | Kim Kun-soo Alexander van der Groeben |

### Vrouwen
| Onderdeel | Goud                 | Zilver            | Brons                              |
| --------- | -------------------- | ----------------- | ---------------------------------- |
| – 48 kg   | Karen Briggs         | Fumiko Esaki      | Jessica Gal Cécile Nowak           |
| – 52 kg   | Sharon Rendle        | Alessandra Giungi | Cho Min-Sun Maritza Pérez          |
| – 56 kg   | Catherine Arnaud     | Ann Hughes        | Miriam Blasco Jung Sun-Yong        |
| – 61 kg   | Catherine Fleury     | Elena Petrova     | Takako Kobayashi Gabriele Ritschel |
| – 66 kg   | Emanuela Pierantozzi | Hikari Sasaki     | Claire Lecat Odalis Revé           |
| – 72 kg   | Ingrid Berghmans     | Yoko Tanabe       | Aline Batailler Wu Weifeng         |
| + 72 kg   | Gao Fenglian         | Regina Sigmund    | Nathalie Lupino Beata Maksymow     |
| Open      | Estela Rodríguez     | Sharon Lee        | Yoko Tanabe Yin Zhang              |

## Medaillespiegel
| Plaats | Land                           | Goud | Zilver | Brons | Totaal |
| 1      | Japan                          | 3    | 5      | 2     | 10     |
| 2      | Frankrijk                      | 3    | 0      | 5     | 8      |
| 3      | Sovjet-Unie                    | 2    | 2      | 4     | 8      |
| 4      | Verenigd Koninkrijk            | 2    | 2      | 0     | 4      |
| 5      | Cuba                           | 1    | 1      | 2     | 4      |
| 6      | Italië                         | 1    | 1      | 0     | 2      |
| 7      | Zuid-Korea                     | 1    | 0      | 4     | 5      |
| 8      | Zwitserland                    | 1    | 0      | 2     | 3      |
| 9      | België                         | 1    | 0      | 1     | 2      |
| 10     | Joegoslavië                    | 1    | 0      | 0     | 1      |
| 11     | West-Duitsland                 | 0    | 1      | 4     | 5      |
| 12     | Duitse Democratische Republiek | 0    | 1      | 1     | 2      |
| 12     | Mongolië                       | 0    | 1      | 1     | 2      |
| 12     | Nederland                      | 0    | 1      | 1     | 2      |
| 15     | Verenigde Staten               | 0    | 1      | 0     | 1      |
| 16     | Polen                          | 0    | 0      | 3     | 3      |
| 17     | Spanje                         | 0    | 0      | 1     | 1      |
| 17     | Noord-Korea                    | 0    | 0      | 1     | 1      |
| Totaal | Totaal                         | 16   | 16     | 32    | 64     |